# FSAF SAMP/T
Наземная система «земля-воздух» среднего радиуса действия — Mamba (от фр. Famille de Sol-Air Futurs Sol-Air Moyenne-Portée / Terrestre) — наземный подвижный зенитный ракетный комплекс (ЗРК), предназначенный для защиты территории от обычных воздушных угроз, таких как самолёты и крылатые ракеты. ЗРК разработан европейским консорциумом Eurosam, образованным MBDA Italy, MBDA France и Thales.
SAMP/T предназначен для противовоздушной защиты механизированных подразделений, а также противовоздушного прикрытия важных стационарных объектов от массированного нападения широкого класса воздушных целей.

## Технические характеристики
SAMP/T может уничтожать самолёты на дальности от 3 км до 100 км и баллистические ракеты на дальности от 3 км до 25 км, высота поражения — до 25 км. Все 8 ракет Астер-30, которые содержатся на одной пусковой установке, могут быть отстреляны в одном залпе за 10 секунд.
На вооружении батареи находится FSAF[что?] SAMP/T в составе:

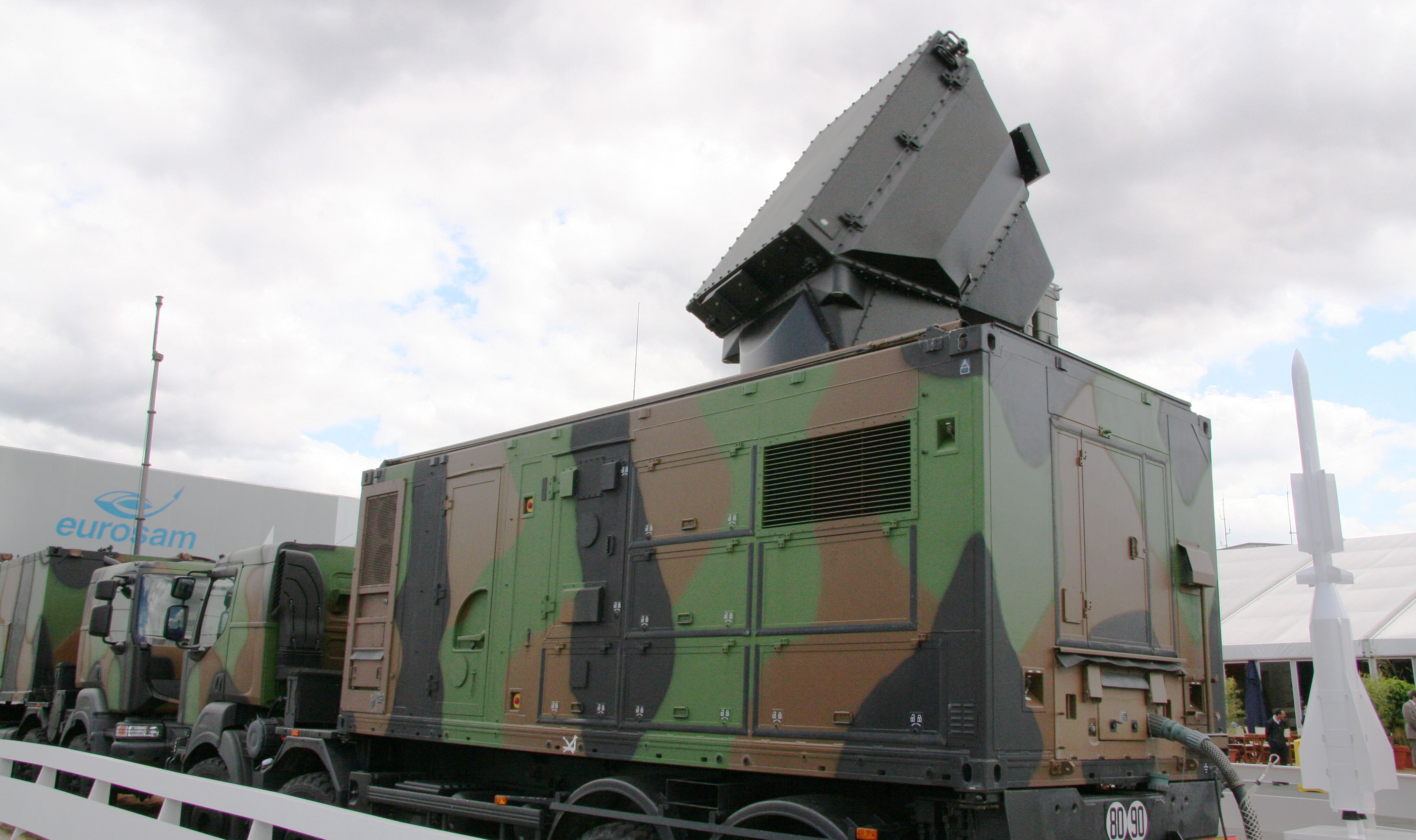
Модуль радара Arabel SAMP/T

- подсистема управления огнём (поставляется Thales Air Systems), в которую входят:
  - радиолокационный модуль обнаружения и отслеживания целей
    - радар X-диапазона Arabel
    - система идентификации «свой-чужой»

  - модуль взаимодействия
    - компьютеры Mara
    - консоли оператора Magies

  - модуль перезарядки пусковых установок ракетами
  - модуль генерации электроэнергии
  - модуль технического обслуживания и ремонта;
- подсистема наземного запуска (поставляются MBDA Italy), в которую входят:
  - от одной до шести пусковых установок, каждая из которых содержит 8 ракет (следовательно, на пусковых установках могут находиться от 8 до 48 ракет);

Зенитная ракета Астер-30 имеет стартовую массу в 510 кг, в том числе массу боевой части в 20 кг, и максимальную скорость полёта до 1400 м/с. Астер-30 также применяется в военно-морской системе PAAMS.

## История
Разработка системы FSAF SAMP/T началась 5 декабря 1989 года, когда было подписано соглашение о начале «Фазы 1», которая завершилась в 2003 году. В цели проекта входило удовлетворение требований НАТО «Оборона наземного района». «Фаза 2» началась в том же году и завершилась в 2006 году. Завершающая фаза состоялась в 2014 году.
В феврале 2023 года директор исполнительной администрации концерна OCCAR Матео Бисчеглия и директор Eurosam Ева Брукмайер подписали соглашение о начале производства системы SAMP/T NG. Согласно планам, Франция и Италия получат первые комплексы до конца 2025 года, а с 2026 года она станет доступна для заказа другими странами.
Обновлённая система способна эффективно поражать цели на расстоянии не менее 150 км, противодействовать тактическим баллистическим ракетам (класса от 600 км), и в то же время отслеживать более 1000 целей. Система будет использовать зенитные управляемые ракеты Астер-30 Block 1 NT.

## Операторы

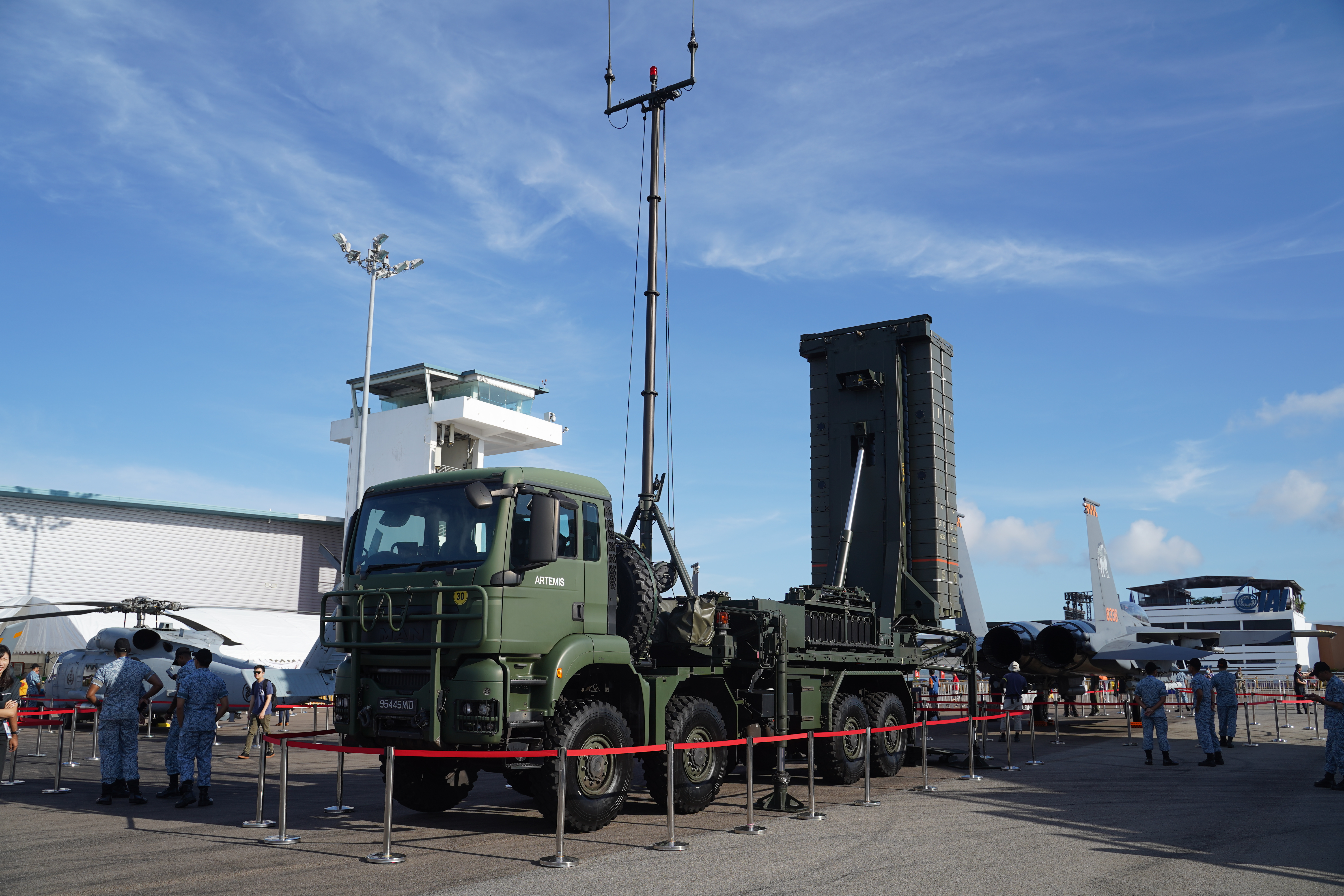
Пусковая установка SAMP/T ВВС Республики Сингапур

### Франция
ВКС Франции используют системы SAMP/T в качестве преемника Hawk и Crotale для выполнения зенитных задач и называют эти системы "Mamba" (от Moyen de défense Anti-Missile Balistique et Aérobie — Система противоракетной обороны с баллистическими и аэродинамическими характеристиками; а также в продолжение традиции змеиных названий, присвоенных этим системам).
В 2009 году французские ВКС должны были оснастить пять своих эскадрилий противовоздушной обороны (ЭПВО) на авиабазах Люксей, Мон-де-Марсан, Аворд, Сен-Дизье и Истр. Каждая эскадрилья численностью 130 человек получит две "системы" SAMP/T, каждая из которых образует огневую секцию. Таким образом, эскадрилья будет состоять из координационного центра, двух секций стрельбы и пуска, а также секции поддержки. ВКС взяли на себя обязательство быть в состоянии предоставить 40% своих ресурсов (т. е. две эскадрильи) армии на постоянной основе для защиты возможного развёртывания за рубежом. Для одной эскадрильи требуется 40 ротаций C-130.
Хотя первоначально планировалось приобрести двенадцать систем и 575 ракет, заказ, обновлённый после принятия закона о военном планировании 2013 года, был сокращён до десяти систем и 200 Астер-30. Первая система была поставлена в 2007 году, а последняя - в декабре 2015 года, в результате чего количество ЭПВО достигло 4. В 2018 году 8 единиц находятся на вооружении в парах на авиабазах Мон-де-Марсан, Аворд, Сен-Дизье и Истр.
Франция размещает систему SAMP/T на своей территории для защиты крупных мероприятий, таких как памятные даты высадки в Нормандии, G20, Парижский авиасалон и парад на День взятия Бастилии.

### Италия
Испытательные стрельбы, проведенные на юго-западе Франции и на экспериментальном и учебном полигоне вооруженных сил в Сальто-ди-Квирра на Сардинии, дали хорошие результаты, на основании которых итальянская армия приобрела 6 ракетных пусковых установок (батарей), каждая из которых - в отличие от французских - оснащена 4 пусковыми установками, известными как наземные пусковые модули (НПМ), которые установлены на 4 грузовиках Iveco Defence Vehicles M320 / Iveco-Astra ACTL HD8 SM 88. 45 8x8, каждый из которых способен перевозить и запускать 8 ракет MBDA Астер-30 Б1 (Aérospatiale Terminal 30 Block 1), а также выполнять функцию подвижного ракетного комплекса (ПГРК). Помимо 4 НПМ, есть еще несколько элементов, установленных на тех же грузовиках Astra 8x8. Модуль поражения, известный как ME (Module for Engagement), который выполняет функцию командного пункта управления и компьютера и оснащен 1 компьютером MAGIC5 (Modular Architecture for Graphics and Image) и 2 идентичными консолями MARA (Modular Architecture for Real-time Applications). Одна из них используется для наблюдения и идентификации траектории, а другая предназначена для управления последовательностью стрельбы (в случае выхода из строя одной консоли, другая может выполнять функции обеих). Далее находится модуль радиолокации и идентификации (МРИ), оснащенный многофункциональным 3D радаром X-диапазона Thales Arabel, который имеет дальность обнаружения около 60 км, но который в сотрудничестве с внешними радарами и путем концентрации луча может отслеживать следы на расстоянии до 120 км и поражать их на расстоянии до 80 км. Радар также оснащен системой радиолокационного опознавания («Свой-чужой»). МРИ подключается к ME через два оптоволоконных кабеля, чтобы избежать любых электронных помех. В свою очередь, ME соединен с пусковыми установками НПМ либо посредством ОВЧ-радиосвязи, что позволяет размещать НПМ на расстоянии до 10 км, либо посредством оптоволоконного кабеля, чтобы избежать возможных электронных помех, но в этом случае расстояния размещения между ME и НПМ намного меньше. Имеется также наземный модуль перезарядки (НМП) для питания и перезарядки пусковых установок НПМ ракетами, и модуль генерации электроэнергии (МГЭ), который питает как МРИ, так и ME. В дополнение к этим элементам, которые также являются общими для французских подразделений, итальянские батареи имеют командный модуль (КМ), который управляет всеми информационными потоками между ракетной батареей и другими элементами ПВО, такими как самолеты AWACS, радары других ракетных систем или системы обнаружения, а также управляет развертыванием различных транспортных средств, входящих в состав батареи на земле, и заботится как о материально-технической поддержке, так и о ближней наземной и противовоздушной обороне (например, с помощью ракет Stinger, запускаемых с плеча). Наконец, существует ряд машин, предназначенных для технической поддержки и обслуживания, как механического, так и электронного.
SAMP/T в Италии заменили зенитные батареи на базе системы HAWK, которые были приписаны к 4-му зенитно-артиллерийскому полку "Пескьера" в Мантуе. Итальянская армия рассматривает возможность добавления к системе SAMP/T возможностей противоракетной обороны, учитывая план правительства по усилению итальянской армии.
В марте 2023 года в рамках усиления восточного фланга НАТО итальянские SAMP/T были развернуты в Словакии. Перед тем Словакия передала свои зенитные ракетные комплексы С-300 и истребители МиГ-29AS Украине.

### Украина
27 января 2023 года во время визита министра обороны Франции Себастьяна Лекорню в Италию, где встречался со своим итальянским коллегой Гвидо Крозетто, была согласована совместная закупка 700 ракет Астер-30 на сумму около 2 млрд евро. Также министры обсудили детали ранее согласованной передачи комплекса SAMP/T Украине.
3 февраля последние детали передачи комплекса Украине были согласованы в телефонном разговоре между министрами обороны Италии и Франции; их передача Украине была запланирована на весну 2023 года.
Министерство обороны Франции подчёркивает, что эффективность ЗРК SAMP/T будет усилена РЛС Thales GM200, которую Украина накануне приобрела за средства Франции.
5 февраля командующий Воздушных сил ВСУ сообщил, что «необходимое количество» подразделений зенитных ракетных войск отправлено на учения с системами ПВО/ПРО SAMP/T-Mamba.
15 мая 2023 года Франция и Италия предоставили Украине первый зенитно-ракетный комплекс SAMP/T.

### Сингапур
"Астер-30" был заказан Сингапуром в 2013 году для системы наземной противовоздушной обороны, включающей американский радар AN/FPS-117 и шведский радар Giraffe АМВ, и в качестве замены ракет MIM-23 Hawk, состоящих на вооружении с 1980-х годов. Первые SAMP/T были поставлены в 2018 году. По данному контракту они установлены на шасси грузовиков Rheinmetall MAN Military Vehicles 8x8 серии TG. Министерство обороны Сингапура не предоставило дополнительных подробностей об этом приобретении. В марте 2018 года Министерство обороны Сингапура объявило об оперативном развёртывании SAMP/T в составе сетей противовоздушной / противоракетной обороны. SAMP/T интегрирован в Противовоздушную оборону островов (ПВОО), которая охватывает весь Сингапур и связывает воедино всё оружие и датчики ПВО, включая истребители, системы "земля-воздух" и радары. Впервые SAMP/T должен был быть представлен публике в Национальный день страны, 9 августа 2019 года.

### Прочие

#### Польша
SAMP/T был предложен Польше, которая выбрала Patriot в апреле 2015 года. Стоимость контракта вызвала ряд разногласий, по данным французских СМИ.

#### Швейцария
23 марта 2018 года в Швейцарии DDPS опубликовала требования, которым должны отвечать новые средства защиты от воздушных угроз в рамках программы Air 2030. SAMP/T конкурирует с системами "земля-воздух" Праща Давида компании Rafael и Patriot компании Raytheon. Эти требования привели к тому, что различным конкурентам был направлен полный запрос на получение информации. Наконец, после выхода компании Rafael из конкурса, две зенитные ракетные системы прошли испытания: Patriot — с 19 по 30 августа 2019 года, и SAMP/T — с 16 по 27 сентября 2019 года в Менцингене ZG. 30 июня 2021 года Швейцария выбрала Patriot, который используется 18 странами, в том числе 7 в Европе. Он отличается от SAMP/T по четырём основным критериям, в некоторых случаях значительно, при более низкой общей стоимости.

## Смотрите также
- С-300  СССР /  Россия
- С-350  Россия
- С-500  Россия
- NASAMS  Норвегия
- THAAD  США
- Иджис  США
- Хец-3  Израиль
- PAAMS  Франция /  Италия /  Великобритания
- MIM-104 Patriot  США